# Zuleika Picarelli Ribeiro do Valle
Zuleika Picarelli Ribeiro do Valle (São Paulo, SP, 2 de maio de 1926 – 3 de abril de 2016) foi uma química e farmacologista brasileira, membro da Academia Brasileira de Ciências e uma das fundadoras do Laboratório de Farmacologia e Bioquímica da Escola Paulista de Medicina.

## Biografia
Zuleika nasceu na capital paulista, no bairro da Aclimação, em 1926. Era filha de Rosalvo Picarelli e Dinorah Pentone Picarelli, ambos descendentes de imigrantes italianos que vieram ao Brasil depois da crise econômica de seu país de origem. Seus dois avôs foram comerciantes e tiveram vários filhos no Brasil. Sua mãe, Dinorah, para convencer a família a deixá-la a fazer um curso superior, fez greve de fome, até convencer a família a deixá-la cursar Farmácia, tendo depois trabalhado no Instituto de Higiene da capital.
Seu pai foi comerciante e dono de restaurante e sempre incentivou os filhos a estudar. Zuleika fez química na Universidade de São Paulo, graduando-se em 1949, seu irmão  fez engenharia na Escola Politécnica da Universidade de São Paulo e sua irmã fez arquitetura na Faculdade de Arquitetura e Urbanismo (FAU-USP). Zuleika estudou no  Externato Santo Antonio, o ginásio do Ginásio do Estado e o colegial no Colégio Estadual de São Paulo.
Ainda estudante de química, começou a estagiar no Laboratório de Dosagens Hormonais, anexo ao Laboratório de Farmacologia e Bioquímica da Escola Paulista de Medicina, tornando-se assistente de farmacologia depois de se formar e professora. Lá conheceu os também pesquisadores José Ribeiro do Valle, com quem se casou e José Leal Prado de Carvalho. Em 1955, Zuleika conseguiu uma bolsa do British Council, onde trabalhou por um ano em Edimburgo com receptores da serotonina, no Departamento de Farmacologia da Universidade de Edimburgo, sob orientação do professor John Gaddum.

## Carreira
Ao retornar ao Brasil, Zuleika continuou a dar aulas de farmacologia e a trabalhar com José Ribeiro e Leal Prado na Escola Paulista de Medicina. Publicou dezenas de trabalhos, visitou e estagiou em vários laboratórios no exterior, tendo orientado diversos mestrandos e doutorandos. Foi chefe do Departamento de Bioquímica e Farmacologia e participou da criação do Instituto Nacional de Farmacologia da Escola Paulista de Medicina.
Aposentou-sem 1980 da Escola Paulista, mas foi convidada para dirigir o Laboratório de Farmacologia do Instituto Butantan. Permaneceu no cargo até 1996.

## Morte
Zuleika morreu na capital paulista, em 3 de abril de 2016, aos 89 anos. Ela foi velada no Anfiteatro Leitão da Cunha, no campus da Universidade Federal de São Paulo, sendo sepultada no Cemitério São Paulo no dia seguinte.